# Birnamwood
Birnamwood est un village des comtés de Marathon et de Shawano, dans l'État du Wisconsin, aux États-Unis. En 2020, il comptait une population de 730 habitants.